# تب (ایندیانا)
تب (به انگلیسی: Tab) یک منطقهٔ مسکونی در ایالات متحده آمریکا است که در شهرستان وارن، ایندیانا واقع شده‌است. تب ۵۰ نفر جمعیت دارد و ۲۱۸ متر بالاتر از سطح دریا واقع شده‌است.